# Diecezja Liverpoolu
Diecezja Liverpoolu (ang. Diocese of Liverpool) – diecezja Kościoła Anglii w północnej Anglii, w metropolii Yorku. Została ustanowiona 9 kwietnia 1880 roku na terytorium należącym wcześniej do diecezji Chester. 

## Organizacja
Na czele diecezji stoi biskup diecezjalny, tytułowany biskupem Liverpoolu. Posługuje w niej także jeden biskup pomocniczy z tytułem biskupa Warrington. W zarządzie diecezją pomaga również czterech archidiakonów o określonych terytorialnie zakresach odpowiedzialności. 